# Валери Парв
Валери Парв (на английски: Valerie Parv) е плодовита австралийска писателка на произведения в жанра любовен роман, романтичен трилър и научна фантастика.

## Биография и творчество
Валери Парв е родена през 1950 г. в Австралия. Получава магистърска степен по изкуства от Технологичния университет в Куинсланд.
Омъжва се през 1970 г. за съпруга си Пол, който е ловец на крокодили в тропическата северна част на Австралия. Живеят в Сидни. Когато съпругът ѝ започва работа като карикатурист и илюстратор се преместват в столицата Канбера.
Първият ѝ роман „Love's Greatest Gamble“ (Най-голямата хазартна любов) е издаден през 1982 г.
Авторка е на над 60 любовни романа и е обявена за говорител на романтичната литература в Австралия. Произведенията ѝ са издадени в над 30 милиона екземпляра по света.
Провежда първата австралийска работилница за писане на любовни романи през 1988 г., което довежда до основаването на Асоциацията на австралийските писатели на любовни романи. Като член на организацията изнася лекции в Университета на Канбера и провежда семинари в Центъра за писатели в Канбера, по творческо писане и всички аспекти на писателския занаят, базирани на нейните две ръководства за писатели: „The Art of Romance Writing“ (Изкуството на романтичното писане) и „The Idea Factory“ (Фабриката на идеите).
През 2000 г. Асоциацията на австралийските писатели на любовни романи учредява на нейно име итературна награда за нови писатели на романтична литература. Удостоените с наградата в продължение на една година получават менторство от страна на Валери Парв.
Валери Парв е удостоена с наградата „Pioneer“ от списание „Romantic Times“ и с медала на Австралийското общество на писателите. През 2015 г. е удостоена с Ордена на Австралия за „значителна заслуга в областта на изкуствата като плодовит автор и като модел за подражание и ментор на млади нововъзникващи писатели“.
През 1994 г. Държавната библиотека на Нов Южен Уелс, започва да събира документите от архива на писателката за своята колекция.
Валери Парв живее със семейството си в Австралия.

## Произведения
Самостоятелни романи
- Love's Greatest Gamble (1982)
- Bound for Kosciusko (1982)
- The Tall Dark Stranger (1983)
- Remember Me, My Love (1983)
- The Dreaming Dunes (1983)
- Man and Wife (1985)
- Heartbreak Plains (1985)
- Ask Me No Questions (1985)
- Return to Faraway (1986)
- Boss of Yarrakina (1986)
- The Love Artist (1986)
- The Leopard Tree (1987)
- Man Shy (1987)
- Sapphire Nights (1987)
- Snowy River Man (1987)
- Centerfold (1988)
- Man without a Past (1988)
- Crocodile Creek (1988)
Лагуната на крокодилите, изд.: „Арлекин България“, София (1992), прев. Владилен Попов
- Tasmanian Devil (1989)
- Lightning's Lady (1990)
- That Midas Man (1990)
- A Fair Exchange (1991)
- Far from Over (1991)
- Island of Dreams (1992)
- Love Like Gold (1992)
- Lovers' Moon (1993)
- Flight of Fancy (1993)
- Flight of Fantasy (1993)
- Outback Temptation (1994)
- A Reluctant Attraction (1995)
- Sister of the Bride (1996)
- A Royal Romance (1996)
- Kissed by a Stranger (1997)
- The Princess and the Playboy (1998)
- Interrupted Lullaby (2001)
- The Prince's Proposal (2002)

### Серия „Карамерска корона“ (Carramer Crown)
1. The Monarch's Son (2000)
2. The Prince's Bride-To-Be (2000)
3. The Princess's Proposal (2000)

### Серия „Наследството на Карамер“ (Carramer Legacy)
1. Crowns and a Cradle (2002)
2. The Baron and the Bodyguard (2002)
3. The Marquis and the Mother-To-Be (2002)

### Серия „Карамерски дълг“ (Carramer Trust)
1. The Viscount and the Virgin (2003)
2. The Princess and the Masked Man (2003)
3. The Prince and the Marriage Pact (2003)
4. Operation: Monarch (2003)

### Серия „Кодът на пустошта“ (Code of the Outback)
1. Heir to Danger (2004)
2. Live to Tell (2004)
3. Deadly Intent (2004)
4. Desert Justice (2006)

### Серия „Маяк“ (Beacon)
1. Birthright (2012)
1.5. Starfound (2016)
2. Earthbound (2016)
2.5. Continuum (2016)
3. Homeworld (2016)

### Участие в общи серии с други писатели
- P.S. I Love You (1995) – в серията „Sealed with a Kiss“
- The Billionaire's Baby Chase (1997) – в серията „Fabulous Fathers“
- Baby Wishes and Bachelor Kisses (1998) – в серията „Bundles of Joy“
- Booties and the Beast (2001) – в серията „Older Man“
- Code Name: Prince (2001) – в серията „Royally Wed“
- Code Name: Prince (2001) – в серията „Men in Uniform“
- Royal Spy (2002) – в серията „Romancing the Crown“
- With a Little Help (2011) – в серията „Make Me a Match“

### Документалистика
- The changing face of Australia (1984)
- The Art of Romance Writing (1993)
- The Idea Factory (1995)
- Heart & Craft (2009)